# 女性解放者联盟
女性解放者联盟（英語：Lady Liberators），也被称为“解放者（Liberators）”，是漫威漫画所出版漫画书中的一支虚构超级英雄团队。最初版女性解放者联盟仅在1970年12月出版的《复仇者联盟》第一卷第83期上登场。该团队故事由罗伊·托马斯编写，而由约翰·巴斯马和汤姆·帕尔玛共同绘制。最初版女性解放者联盟是一个非经常性的团队，它的存在旨在针对一个议题，即讽刺但是被认为是极端女性主义的内容；不过现在它也被认为是绯红女巫作为女性主义角色的早期案例。
2008年，国际情报与反恐组织神盾局招募女浩克去组建一支强大的超级英雄团队以对付红浩克。这支全由女性超级英雄组建的团队在书中并没有正式的名称，但在旁白及封面上，她们被称为“新女性解放者联盟”。

## 出版历史
女性解放者联盟诞生于1970年，最初作为单本漫画故事出现在《复仇者联盟》第一卷第83期。女性主义在当时非常强大，但是漫画创作者、漫威漫画员工及超级英雄出版物上的角色还是基本以男性为主；并且他们也认为他们的受众也主要是男性。作家罗伊·托马斯编写了这个故事，将其作为一部极端女性主义漫画出版。故事主要介绍了一个名叫“女武神”的新角色，并未她提供了一个起源故事；这个起源故事涉及了女武神在经历了不断的性别歧视和男性排斥后而最终获得强大力量的情节。不过女武神的故事在后面被揭露是一个谎言，这个女武神实际上是魅惑魔女阿莫拉，而她则是雷神索尔和复仇者联盟的宿敌。女武神的设定和名称后来被应用于漫威电影宇宙中与雷神索尔一起工作的真正超级英雄，她后来也出现在复仇者联盟和捍卫者联盟。
这个故事以克林特·巴顿化名歌利亚向女性解放者联盟成员灌输女性主义和“女性解放”是不值得追随或认真对待的观念而结束。作为故事里看穿阿莫拉谎言并单枪匹马击败她的绯红女巫认为汉克·皮姆的话是错的，她认为如果性别歧视不能减少的话，那么女性解放者联盟有朝一日还是会卷土重来。虽然这个结局可能是不值得探讨的，但是绯红女巫针对阿莫拉有关女性歧视的辩护观点是有道理的，只是她的做法没有那么正确。这也让后来的读者认为绯红女巫是女性主角超级英雄的几个案例之一。
当红浩克出现后，他与几位超级英雄及执法机构发生了冲突。当女浩克被他击败后，神盾局询问她是否愿意组建一支超级英雄战队来对抗并制服红浩克。这支短暂成立的战队全由女性超级英雄组成，于2008年出版的《浩克》第二卷第7期到第9期出场。这个故事由杰夫·洛布编写，并由弗兰克·赵绘制。故事的旁白和封面将这支女性超级英雄战队称为“女性解放者联盟”，由神盾局领导以应对红浩克。任务完成后，该战队就解散了。

## 团队历史

### 阿莫拉时代
某日，复仇者联盟的女性成员集合在一个自称女武神所主持的秘密聚会上。参加这次秘密聚会的女性超级英雄包括黄蜂女、黑寡妇、绯红女巫和美杜莎。女武神自称自己是一个才华横溢的科学家，但却经常遭受男性的轻视乃至歧视。在她的一项实验里，她被赋予了超人的能力。现在她希望帮助复仇者联盟中的女性成员去解决她们在日常生活中所遇到的性别歧视，以及与她们的男性队友抗争并使她们的力量和能力能够得到肯定。她指出，今天与会的每位女性都曾因为自己的性别而被忽视、轻视，乃至遭受不公正的评价。女性超级英雄们认可了女武神的观点并同意加入她的团队，这个团队被命名为“女性解放者联盟”。
女性解放者联盟出发前去对抗复仇者联盟中的男性超级英雄，但却法相他们正在与邪恶大师战斗。在迅速消灭邪恶大师并证明自己的力量后，女性解放者联盟开始攻击男性复仇者们。但是在战斗的过程里，复仇者们发现女武神的真实身份其实是阿斯加德的反派——魅惑魔女阿莫拉。阿莫拉不仅伪装自己还给自己伪造了一个虚假的身份来历；同时她还使用魔法来影响女性超级英雄们的思想，让她们按照自己的意愿行事并认为她们的男性队友应该被暴力对待。阿莫拉随后试图摧毁复仇者联盟，但绯红女巫使用自己的魔法迫使阿莫拉的魔法产生了适得其反的效果。根据漫画书中的内容显示，绯红女巫早就察觉到了阿莫拉的欺骗行为并能够摆脱其魔法的控制，这让她能够对阿莫拉的攻击做出快速反应并迅速反击。
事情结束后，克林特·巴顿对女性主义进行了全面批评，并告诫女性复仇者们，“你们这群傻鸟终于从女性解放那头蠢牛身上吸取了教训！”但绯红女巫却为女性主义辩护并警告男性复仇者们，如果有必要，女性解放者联盟会在某一天再次组成。黄蜂女对此表示赞同。

### 女浩克时代

《浩克》第二卷第9期封面
亚瑟·亚当斯 (漫画家)绘制

在浩克世界大战事件结束后不久，一个新的红浩克出现并开始他的罪恶计划。红浩克随后与布鲁斯·班纳版浩克展开战斗，战斗不久陷入到胶着状态。为了协助浩克战胜红浩克，钢铁侠招募了一群超级英雄来协助浩克，这其中就包括班纳的表妹女浩克“珍妮弗·华特思”。尽管他们十分努力，但是红浩克还是击败了他们或与他们陷入了缠斗中。最终还是浩克击败了红浩克，但是红浩克满意地扬长而去。
神盾局将红浩克视为威胁，认为不应该放任他自由地出现在地球上，因此他们招募了女浩克来对付红浩克。神盾局希望红浩克能像浩克或女浩克那样在失去意识时变回人类，这样便于神盾局知晓其真实身份并控制他。而女浩克则非常渴望与红浩克再度一战。
作为复仇者联盟和神奇四侠的成员，女浩克在各种冒险中结识了不少超级英雄，因此她决定召集几个她认为有必要的盟友来一同对抗红浩克。同时，女浩克准备这次着重招募女性超级英雄。在打了几次电话后，女浩克暂时只招募到了“雷霆女”桑德拉和“女武神”布伦希尔德加入到自己的团队。 她们三人组队挑战了红浩克，并在战斗中破坏了拉什莫尔山。随后，神奇四侠中的“隐形女侠”苏珊·理查兹、“虎女”格里尔·格兰特·纳尔逊、“黑寡妇”娜塔莎·罗曼诺娃、“地狱猫”帕茜·沃克、“蜘蛛女”洁西卡·德鲁及X战警成员“暴风女”奥萝洛·门罗等都纷纷加入这个团队。据说“惊奇队长”卡萝尔·丹佛斯也曾想加入这个团队，但她在与布鲁斯·班纳于拉斯维加斯执行任务的中途，班纳变成了灰浩克。
重新组建起来的团队齐心协力击败了红浩克，并成功使其失去了意识。她们用锁链捆住了红浩克，但是失去意识的红浩克并没有如浩克和女浩克那样恢复人形。在囚禁了一段时间后，红浩克趁机逃跑；此时众人才意识到红浩克只是假装失去意识。任务失败后，大家开始修复她们在战斗中所造成的破坏，然后这个团队就解散了。
这个战队并没有被漫威官方授予名字。但是在《浩克》第二卷第9期的封面以及第8期和第9期的旁白页上，她们被称为“女性解放者联盟”；于是读者纷纷接受这个说法并称呼她们是第二支“女性解放者联盟”。
在两个时代的女性解放者联盟中，黑寡妇是唯一都参与了的队员。而女武神虽然先后出现在两个战队里且人设大致一样，但是她们却是两个不同的角色。